# (65769) Mahalia
(65769) Mahalia (1995 EN8) – planetoida z pasa głównego asteroid okrążająca Słońce w ciągu 5,13 lat w średniej odległości 2,97 j.a. Odkryta 4 marca 1995 roku.